# 5 (album Alizée)
5 (fr. 5, "Cinq" /sɛ̃k/) – piąty solowy album muzyczny francuskiej piosenkarki Alizée. Został wydany 25 marca 2013. Nazwa i okładka albumu przedstawione zostały 3 stycznia 2013.

## Lista utworów
Poniżej znajduje się kompletna lista utworów w albumie.
| nr                 | Tytuł                 | Autor                               | Producent                        | Długość |
| ------------------ | --------------------- | ----------------------------------- | -------------------------------- | ------- |
| 1                  | À cause de l'automne  | Pete Russell, Thomas Boulard        | Alexandre Azaria                 | 3:55    |
| 2                  | 10 ans                | Thomas Boulard                      | Thomas Boulard, Alexandre Azaria | 3:02    |
| 3                  | Je veux bien          | Christian Vié, Fred Candeille       | Chloé Clerc, Azaria              | 3:36    |
| 4                  | Mon chevalier         | Thomas Boulard                      | Thomas Boulard, Azaria           | 3:04    |
| 5                  | Le dernier souffle    | Séverin                             | Séverin, Azaria                  | 2:51    |
| 6                  | Boxing club           | Adrien Gallo                        | Adrien Gallo, Azaria             | 2:53    |
| 7                  | Jeune fille           | Thomas Boulard                      | Boulard, Alexandre Azaria        | 2:34    |
| 8                  | La guerre en dentelle | Antoine Barrailler & Frédéric Large | Azaria                           | 4:26    |
| 9                  | Si tu es un homme     | Olivier Volovitch                   | Azaria                           | 4:34    |
| 10                 | Happy End             | Thomas Boulard, Franck Fossey       | Azaria                           | 3:36    |
| 11                 | Dans mon sac          | Thomas Boulard                      | Azaria                           | 2:38    |
| Całkowita długość: | Całkowita długość:    | Całkowita długość:                  | Całkowita długość:               | 37:09   |

## Single
- À cause de l'automne: pierwszy singel albumu. Został wypuszczony 28 czerwca 2012 na oficjalnej stronie Alizée o godzinie 17:00 czasu francuskiego (CET)[5]. 4 lipca 2012 singel pojawił się w iTunes, francuskiej części portalu Amazon oraz pozostałych internetowych sklepach muzycznych na całym świecie. Singel wypuszczono dokładnie 12 lat po Moi... Lolita.

## Utwory promujące
- Dans mon sac: utwór wypuszczono 11 lutego 2013 w ramach uczestnictwa w internetowym konkursie. Wkrótce potem pojawił się na oficjalnym kanale YouTube piosenkarki[6].

## Klasyfikacje
| Państwo          | Pozycja | Nakład |
| ---------------- | ------- | ------ |
| Belgia (Walonia) | 41      |        |
| Francja          | 25      | 6,200  |
| Meksyk           | 46      |        |